# Manoir de Hatanpää
Le Manoir de Hatanpää (en finnois : Hatanpään kartano) est un bâtiment construit dans le quartier de Hatanpää à Tampere en Finlande.

## Architecture

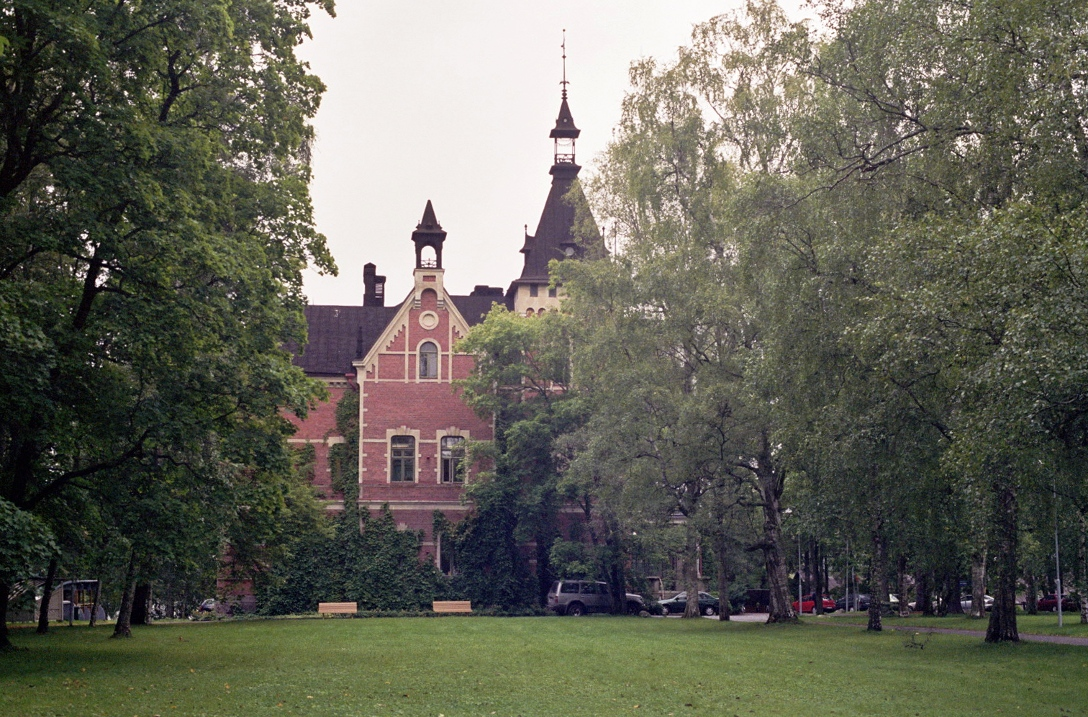
Villa de Nils Idman

En juin 1883, le bâtiment principal du manoir, datant du XVIIe siècle, est détruit par un incendie.
En 1883–1885, le bâtiment principal est reconstruit dans un style néo-renaissance.
selon les plans de Sebastian Gripenberg.
Un autre bâtiment de style néo-gothique conçu aussi par Sebastian Gripenberg est bâti durant les années 1898–1900.
Il servira, entre autres, d'habitation à Nils Idman (fi) le directeur du comptoir de la Suomen Yhdyspankki de Tampere et sera nommée villa Idman.
En 1912, à la suite de l'affaire de détournement de fonds par Nils Idman (fi), Nils Idman perd le manoir et ses terrains, l'ensemble mesurant 1 459 hectares est racheté par la ville.
Le territoire du manoir recouvrait l'ensemble des quartiers actuels de  Viinikka, Nekala, Koivistonkylä, Rautaharkko, Härmälä, Lakalaiva, Peltolammi, Sarankulma et de Multisilta.